# Thais curlingteam (vrouwen)
Het Thaise curlingteam vertegenwoordigt Thailand in internationale curlingwedstrijden.

## Geschiedenis
Thailand maakte zijn debuut op het internationale curlingtoneel in 2025 tijdens de Aziatische Winterspelen in het Chinese Harbin. De eerste interland in de Thaise geschiedenis werd met 19-1 verloren van China. Diezelfde dag behaalde Thailand wel een eerste overwinning: 10-1 tegen Qatar. Thailand beëindigde het toernooi uiteindelijk op de achtste en voorlaatste plaats.
Andorra · Australië · België · Brazilië · Bulgarije · Canada · China · Chinees Taipei · Denemarken · Duitsland · Engeland · Estland · Filipijnen · Finland · Frankrijk · Groot-Brittannië · Hongarije · Hongkong · Ierland · Italië · Jamaica · Japan · Kazachstan · Kenia · Kroatië · Letland · Litouwen · Luxemburg · Mexico · Nederland · Nieuw-Zeeland · Nigeria · Noorwegen · Oekraïne · Oostenrijk · Polen · Portugal · Qatar · Roemenië · Rusland · Schotland · Servië · Slovenië · Slowakije · Spanje · Thailand · Tsjechië · Tsjecho-Slowakije · Turkije · Verenigde Staten · Wales · Wit-Rusland · Zuid-Korea · Zweden · Zwitserland